# Viticoltura in Venezuela
Benché il Venezuela sia un paese tropicale, dove la produzione del vino è molto bassa o assente a causa di condizioni meteorologiche. A ciò contribuisce anche l'influenza culturale statunitense che fa che la birra predomini sul vino, nonostante il Venezuela possa contare su grandi comunità italiane, portoghesi e spagnole.
Il consumo del vino ha sempre una connotazione etnica poiché fu introdotta dagli immigranti europei. Negli ultimi anni il Venezuela si è fatto conoscere come paese produttore di vini di qualità paragonabile ad alcuni cileni, argentini, spagnoli e francesi.

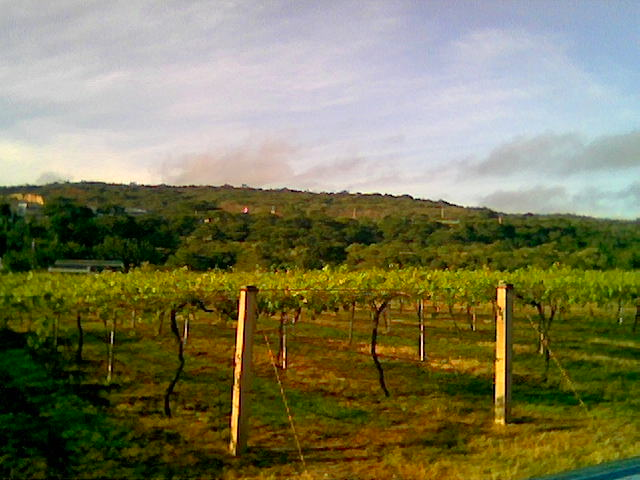
Vigneto del Decanato de Agronomía de la Universidad Centroccidental Lisandro Alvarado, nel suo polo universitario di Tarabana.

Questa recente iniziativa sorse dalle Empresas Polar e la casa vinicola francese Martell che scelsero per ciò la zona di Altagracia (vicino a Carora), nello Stato di Lara, a circa 120 chilometri da Barquisimeto, sviluppando una joint venture il cui nome commerciale è Botegon Pomar. Principalmente coltivano varietà di uve francesi ed alcune spagnole ed italiane, raffinando le miscele e le tecniche di maturazione con buoni risultati. Oltre al Botegas Pomar, l'Istituto dell'Uva dell'Università Centroccidental Lisandro Alvarado sta lavorando su vitigni distinti e nella produzione di vino utilizzando ceppi creolo e tropicalizzati nei suoi poli universitari di Tarabana ed El Tocuyo, commercializzando i suoi prodotti a piccola scala nello Stato di Lara, benché attualmente la maggiore produzione di uva si realizzi nel municipio di Mara nello Stato di Zulia, dove si realizzano anche vini a piccola scala nella Corporazione Viticola C.A (CORPOVICA), che funziona nel Centro di Sviluppo Viticolo Socialista di Mara, filiale di CORPOZULIA.

## Principali varietà coltivate

### Vini rossi
- Syrah
- Tempranillo
- Petit Verdot

### Vini bianchi
- Sauvignon Blanc
- Muscat D'Petit Grain
- Moscato Bianco
- Macabeo
- Chenin blanc
- Malvasia

## Principali vigneti venezuelani
- Viña Altagracia
- Instituto de la Uva de la Universidad Centroccidental Lisandro Alvarado
- Centro de Desarrollo Viticola socialista de Mara CORPOZULIA

## Consumo di vino in Venezuela
Attualmente il maggiore fornitore è il Cile a causa dei bassi prezzi, poiché gode di privilegi doganali. Seguono Francia, Spagna e Italia. Non esistono dati ufficiali circa il consumo pro capite di vino in Venezuela. Tuttavia, alcuni esperti del settore stimano che lo stesso sia di 5 litri pro capite all'anno.